# Panenthéisme
Ne doit pas être confondu avec Panthéisme.
Le Panenthéisme (du grec Grec πᾶν (pân) « tout » ; ἐν (en) « dans » ; et θεός (theós) « Dieu » ; « tout est en Dieu ») est la doctrine théologique qui entend servir de médiation entre panthéisme et théisme, et comprend par la suite toute tentative analogue,. Le terme est forgé par le philosophe allemand Karl Christian Friedrich Krause.

## Définition
Le panenthéisme est un système de croyance qui postule que le divin existe et interpénètre toutes les parties de la nature, mais que, dans le même temps, il se déploie au-delà d'elle. On distingue le panenthéisme du panthéisme, qui tient que le divin est tout entier dans l'Univers, sans lui être ni extérieur, ni supérieur,.
Dans le panenthéisme, l'Univers et le divin ne sont pas ontologiquement équivalents. Dieu n'est pas considéré comme le créateur ou le démiurge, mais plutôt comme la force éternelle qui anime l'Univers, celui-ci n'étant rien d'autre que la partie manifeste de Dieu. L'univers existe à l'intérieur même de Dieu qui, à son tour, est diffusé en chaque partie du cosmos ou se trouve en lui. Tandis que le panthéisme affirme que « Tout est Dieu » et que Dieu possède la même portée ou les mêmes limites spatiales ou séquentielles que le cosmos, le panenthéisme va plus loin en déclarant que Dieu est plus grand que l'Univers et que ce dernier est contenu en Lui, comme dans le concept de Tsimtsoum. Dieu est à la fois l'influence suprême qui agit sur l'Univers, tout en étant le résultat de celui-ci. Une bonne partie de la pensée hindoue est une expression de panenthéisme et de panthéisme,. Le judaïsme hassidique relie l'idéal élitiste de renoncement ascétique à un panenthéisme transcendant paradoxal, par le biais de l'articulation intellectuelle entre les dimensions intérieures de la Kabbale et l'emphase populaire sur l'immanence panenthéiste de Dieu en toute chose et en tout acte de bonté[réf. nécessaire].

## Dans l'hindouisme
Le Brahman est un concept provenant à l'origine des Védas. C'est un principe divin panenthéiste puisqu'à la fois transcendant et immanent. Il est l'indescriptible, le neutre, l'inépuisable, l'omniscient, l'omniprésent, l'original, l'existence infinie, l'Absolu, l'Éternel, l'Être, et le principe ultime qui est sans commencement et sans fin, – dans l'Univers entier.
Certains courants de l'hindouisme peuvent être considérés comme panenthéistes.
L'hindouisme est la religion qui a transmis une culture panenthéiste, de la préhistoire jusqu'à nos jours. Ce faisant, toute création est divine. Chaque chose dans la Nature est donc digne de culte : une plante (culte des arbres, dendrolâtrie), un animal (zoolâtrie, dont particulièrement la vache sacrée), une rivière (comme le Gange), une montagne, une pierre ou des fabrications humaines comme un pot représentant la Déesse-Mère, etc.. Chaque chose peut être reconnue comme étant Dieu. Ainsi, Mata Amritanandamayi explicite cette vision moniste du monde et des êtres en ces termes :

« En modelant l'argile, nous pouvons sculpter un âne, un cheval, une souris ou un lion. Le nom et la forme ont beau être différents, en réalité, ce n'est que de l'argile. Il faut abandonner notre habitude de percevoir l'univers au travers de noms et de formes diverses. En réalité, c'est le principe unique suprême qui s'est transformé pour prendre toutes ces formes. Tout est Dieu. Il n'existe rien qui ne soit Dieu. »

— Tout est en vous, paroles d'Amma, éditions Points, page 151  (ISBN 978-2-7578-5032-9).
D’ailleurs, dans les lieux de pèlerinages hindous ou simplement dans un endroit sauvage, etc., les divinités prennent une forme cultuelle simplement en leur sculptant une paire d’yeux et une paire de mains dans la roche brute : les yeux représentent les organes des sens, et les mains, les organes de l’action, deux symboles traduisant que la divinité est consciente, sensible et éveillée.
Pour les sages de l'Inde, l'Univers est le moyen à travers lequel le Divin se présente lui-même ; d’où le fait que — pour l’hindouisme — chaque élément de cet Univers peut servir de fenêtre exemplaire sur Dieu. Dieu créa le monde par le biais de Brahmā, le maintient grâce à Vishnou, et le détruira en tant que Shiva, et tout cela cycliquement, infiniment. Selon une légende du Ganga Mahatmya, un jour, Shiva commença à chanter. Vishnou – tant ému par la mélodie produite par la voix de Shiva – se mit à fondre littéralement. Brahmâ déposa Vishnou, liquéfié, dans un pot qui se révélait être la Terre. Vishnou prit ainsi la forme du Gange, nourrissant la terre, et rendant ainsi la baignade dans les eaux du Gange pareille à une ablution au sein même de Dieu.
Le Brahman (l'Âme universelle, l'Absolu) est Tout, quoique tout ce qui compose les univers n'est pas Absolu ; par conséquent, l'immanence divine n'induit pas que tout se vaut, il y a une hiérarchie liée à la purification (pureté liée à l’Ahimsâ ou Non-violence universelle), permettant à l'âme individuelle, prisonnière du cycle des réincarnations (samsâra), de s'unir à l'Être suprême (Ishvara), qui est la Délivrance (Moksha) par dissolution de son ego (grâce aux divers yoga), en dépassant sa condition humaine, animale, ou végétale, source de souffrances, enfermée dans le Devenir/Temps. Mais ce panthéisme n'engendre pas un dogmatisme rigide sur les questions cultuelles ou métaphysiques, puisqu'il n'exclut ni le polythéisme (le Divin peut se révéler de différentes façons, il est Multiple), ni le monothéisme (le Divin est Un, voire aussi transcendant) : par exemple, le philosophe hindou Madhva, fondateur de la doctrine du Dvaita, distinguait bien Dieu (reconnu en Vishnou uniquement), les âmes individuelles (des créatures) et le monde corporel, s'opposant ainsi à toute équivoque panthéiste.
Les philosophes qui affirment qu'il existe une réalité divine qui préside au destin du monde, considérant par conséquent que la nature et les conditions humaines sont une manifestation de Dieu, représentent le panthéisme acosmique « tout est en Dieu » ou panenthéisme (le divin est à la fois absolu et relatif). Dieu est considéré comme l'acteur divin qui joue simultanément les innombrables rôles des hommes, des animaux, des plantes, des étoiles et des forces naturelles.

## Dans les Amériques (Amérindiens)
Les peuples amérindiens d'Amérique du Nord, tels que les Cris, les Iroquois, les Hurons, les Navajos, etc. avaient et continuent d'avoir une conception largement panenthéiste de Dieu, considéré, à la fois, comme immanent à la Création et transcendant par rapport à elle. Les auteurs amérindiens utilisèrent, pour traduire le mot Dieu, des expressions comme « le Grand Mystère » ou « L'Autre Sacré ». L'une des exceptions pourrait être celle des Cherokees modernes qui semblent, d'une manière prédominante, monothéistes. Cependant, dans les anciennes traditions cherokies, beaucoup soulignent des aspects à la fois panthéistes et panenthéistes, embrassant des traditions spirituelles diverses, sans exclusivité et sans contradiction, comme c'est le cas d'autres tribus d'Amérique la plupart des peuples amérindiens d'Amérique du Sud étaient largement panenthéistes, de même que l'étaient les anciens Asiatiques du Sud-Est ou les cultures africaines.
Si l'on en croit Charles C. Mann, seules les classes inférieures de la société aztèque étaient polythéistes. Les écrits des prêtres aztèques s'avèrent fortement panenthéistes et considèrent la mythologie commune comme une simplification symbolique, plus facile à saisir par les gens du commun. La métropole de Teotihuacán qui, en nahuatl, signifie « le lieu où les hommes deviennent des dieux » « n'était autre que l'endroit où le serpent apprenait miraculeusement à voler ; c'est-à-dire où l'individu atteignait la catégorie d'être céleste par l'élévation intérieure ». Cette cité « […] évoque le concept de la divinité humaine ».
Les aztèques avaient développé une école philosophique particulièrement importante, ayant produit beaucoup plus de textes que les Grecs eux-mêmes. Le Teotl est le principe divin ou numineux fondamental régissant absolument tout l'Univers,.

## En Europe

### Le néoplatonisme
On peut considérer que le néoplatonisme (IIIe - VIe apr. J.-C.) et sa théorie de l'émanation impliquent le panenthéisme.

Pour Plotin, l'hypostase suprême est l'Un dont dérive, par émanation, une deuxième hypostase qui est l'Esprit, dont dérive, par émanation, une troisième hypostase qui est l'Âme. De cette dernière, dérivent, en chute émanatiste, toutes les autres réalités du monde. Ces mêmes réalités, remontent ensuite, en sens contraire, les différents stades et se recomposent dans l'Un. L'Un est donc la véritable entité stable et éternelle d'où sort la pluralité pour y retourner à nouveau. Les dieux, également émanés de l'Un et destinés à y retourner, jouent le rôle de nonces, de messagers de l'Un aux hommes, par le biais de leurs oracles. Porphyre (l'extenseur des Ennéades) et Jamblique développeront la pensée plotinienne selon des modalités moins philosophiques et plus spécifiquement magico-religieuses. Proclus, enfin, au Ve siècle, systématisera la pensée néoplatonicienne, distinguant dans le processus d’émanation les trois moments de la permanence, du processus, et du retour. Bien plus tard encore, au XIIIe-XIVe siècle, la mystique de Maître Eckhart sera impensable sans référence au néoplatonisme plotinien et plus encore à celui de Proclus.

### Giordano Bruno
La théologie de Giordano Bruno, religieux dominicain du XVIe siècle, peut être reliée soit à Platon, soit au néoplatonisme. Surtout, elle peut être qualifiée de religion de « l’infini », car elle reprend l'héritage de Nicolas de Cues, en mettant l'accent sur le Dieu-Infini (macrocosme) dont l’homme est une image réduite (microcosme). Ce Dieu-Infini l'est en lui-même et en chacun de ses attributs. Il est à la fois l'Esprit universel, artisan de l'Univers et l'Âme du monde, « idée-forme » du cosmos, qui le conforme, le vivifie et l'imprègne en chacune de ses parties. Parallèlement, le cosmos lui-même est un organisme infini et éternel si l'on considère son ensemble, sa totalité ; mais chacune de ses parties, chacun des mondes qui le composent sont finis. Dieu est principe et cause de toutes choses, dans la mesure où toutes choses sont distinguées de lui et située après lui, que ce soit du point de vue de la nature, de la durée ou de la dignité.
« Je dis que Dieu est tout infini, parce que tout en lui se trouve dans le monde en son entier et totalement dans chacune de ses parties, au contraire de l'infinité de l'Univers, laquelle est totalement dans le tout, et non dans ces parties finies. » (L'infini, l'Univers et les Mondes)
« Une chose, si petite et si minuscule qu’on voudra, renferme en soi une partie de substance spirituelle (…); parce que l’esprit se trouve dans toutes les choses et qu’il n’est de minime corpuscule qui n’en contienne une certaine portion et qu’il n’en soit animé. »
(Cause, Principe et Unité)
« Ce qu’on peut dire de chaque parcelle du grand Tout, atome, monade, peut se dire de l’Univers comme totalité. Le monde en son cœur loge l’Âme du monde, l’Esprit. » (Cause, Principe et Unité).

### Baruch Spinoza
Baruch Spinoza, philosophe hollandais du XVIIe siècle, d'origine juive, a développé une philosophie de Dieu et de la Nature que l'on a pu qualifier de panenthéiste. Selon lui, la seule substance qui existe (c'est-à-dire qui existe en soi et ne peut être conçue que par soi) et que l'on puisse concevoir, c'est Dieu, être absolument infini. Les deux conséquences qu'en tire Spinoza sont les suivantes : 1) les deux modes d'être que sont la pensée ou l'étendue sont des attributs de Dieu ou des affections de ses attributs ; 2) tout ce qui est est en Dieu ; rien de ce qui est ne peut être ni être pensé sans Dieu. Ainsi il n'existe plus qu'un être dans l'Univers et cet être est Dieu. Les êtres particuliers, les individus n'ont pas d'existence qui leur soit propre. Ils sont des manières d'être de la substance divine. La substance divine est active ; d'elle découle une infinité de choses infiniment modifiées. Cette substance agit par la seule nécessité de la perfection de sa nature. C'est en cela que Dieu est libre ; il n'est contraint par rien d'extérieur à lui. L'intelligence et la volonté que l'on attribuerait à Dieu ne peuvent que différer en tout point de l'intelligence et de la volonté humaine. Dieu agit en toutes choses comme leur cause immanente et non transitive. Dieu ou tous ses attributs sont éternels et immuables. Enfin, Il s'agit de distinguer la nature naturante, c'est-à-dire Dieu considéré comme cause libre et la nature naturée, c'est-à-dire les choses qui sont en Dieu et ne peuvent être conçues sans lui. Ces choses ne sont pas contingentes ; elles ont été déterminées à exister et à agir d'une certaine manière, par la nécessité de la nature divine. Il y a donc nécessité absolue dans la nature naturante et la nature naturée. Rien n'est contingent ni arbitraire, mais toutes choses sont produites avec la plus haute perfection, car Dieu, cause de toutes choses, est souverainement parfait.

### Dans le cadre de la philosophie moderne
Le philosophe allemand Karl Christian Friedrich Krause (Vorlesungen über das System der Philosophie, 1828), disciple original de Schelling, voulut fusionner la doctrine panthéiste de l'unité de substance et la doctrine théiste de la personnalité divine. Selon lui, « les choses finies sont des étapes du processus divin, des vibrations de l'infinie Substance ; elles ont la vie et le mouvement dans le sein de la Réalité Absolue. Néanmoins l'Être Suprême est conscient de lui-même dans son auto-contemplation ; il est doué des attributs de la personnalité. ». Les disciples de Krause tentèrent d'élever ce système à la hauteur d'une explication rationnelle du christianisme. Le krausisme eut des adhérents en Allemagne même, mais également en Espagne, avec Julián Sanz del Río, introducteur des idées du maître et en Belgique, avec Henri Ahrens et Guillaume Tiberghien, tous deux de l'Université libre de Bruxelles. Paul Janet s'est également proclamé panenthéiste, mais à sa manière propre et non plus selon le système de Krause : 1) Dieu est l'être des êtres, l'être en soi, mais il n'est pas une personne : il rend la personnalité possible ; il n'est pas personnel, il est suprapersonnel. 2) le fini est dans et par l'infini, mais il se maintient hors et face à l'infini, même s'il ne le fait pas au point de s'opposer à lui et de lui être égal.
Le mathématicien et philosophe anglais Alfred North Whitehead, également scientifique, mathématicien de renom, a élaboré dans la seconde partie de sa vie une vaste cosmologie, qu'il appelle lui-même « philosophie de l'organisme ». Dans son maître ouvrage « Process and Reality », il fonde sa cosmologie sur une vision de Dieu à la fois évolutive, panenthéiste (quoique Whitehead utilise le néologisme « superject » pour ne pas l'assimiler trop vite au sujet ou à la notion de personne). Whitehead est à l'origine de la théologie du process. Le terme « panenthéisme » a été employé également par quelques philosophes et théologiens américains contemporains, disciples de Whitehead, pour indiquer leur vision « bipolaire » de la divinité : Dieu est l'être absolu relatif, nécessaire-contingent, infini-fini.
En effet, tout en ayant une essence immuable et en existant par nécessité intrinsèque, il ne se réalise qu'en référence avec le monde, tirant de sa vie impérissable les valeurs qui émergent du processus cosmique, dont il est lui-même l'artisan.

### Confusion entre panthéisme et panenthéisme
La philosophie des Lumières a longtemps confondu ces deux visions du divin, et aujourd'hui encore, bien des penseurs « profanes » sont incapables de différencier ces modes de conception, car ils ne se sont guère intéressés à la question. Comme cité plus haut, le panenthéisme suppose une force divine qui anime l'ensemble de l'Univers, le panthéisme considérant l'Univers comme le divin lui-même. Épicure pourrait être qualifié dans l'histoire de la philosophie occidentale de premier véritable panthéiste, puisqu'il associe les atomes et le vide comme seules choses éternelles. Néanmoins, il affirme quand même sans hésiter l'évidence de l'existence des dieux, en précisant qu'ils se démarquent des dieux grecs classiques. On peut en conclure dans les notes de l'auteur Pierre-Marie Morel que « le divin est incorruptible au sens où il est éternel ; or, ce qui est éternel ne commence ni ne cesse d'exister ; donc il existe nécessairement ; donc le divin existe. » Épicure définit la notion de divin comme une conception mentale assimilée aux simulacres de notre pensée. Les Stoïciens sont, à tort, appelés panthéistes, justement parce qu'ils admettent que le divin est une énergie impalpable qui, tout en régissant l'Univers, s'en éloigne de par sa nature.
En somme, bien des penseurs nommés panthéistes sont, en réalité, panenthéistes. Les panenthéistes occidentaux sont : Aristote, les Stoïciens, Maître Eckhart, Paul Tillich. La philosophie aztèque est panenthéiste, comme les taoïstes, confucianistes, bouddhistes, certaines branches de l'hindouisme, le soufi Ibn Arabi, la conception mystique du mana chez les Océaniens.[réf. souhaitée]